# São José do Peixe
São José do Peixe este un oraș în Piauí (PI), Brazilia.